# Danieli
Pour les articles homonymes, voir Danieli (homonymie).
Le groupe industriel Danieli, dont le nom complet est Danieli & C. Officine Meccaniche, est une entreprise industrielle multinationale italienne dont le siège est situé à Buttrio, dans la province de Udine, au Nord-Est de la péninsule. C'est un des leaders mondiaux dans la construction d'usines sidérurgiques.

## Histoire
La société Danieli a été créée en 1914 à Brescia sous le nom Angelini Steelworks et a été transférée ensuite à Buttrio en 1929.

## Les secteurs d'activité
Le groupe Danieli est spécialisé dans la construction et l'équipement de sites sidérurgiques en proposant une gamme complète d'outils depuis le process primaire jusqu'au produit fini.
Les lignes de produits comprennent :
- les hauts fourneaux,
- les aciéries à coulage continu,
- les laminoirs pour produits longs,
- les laminoirs pour tubes sans soudure,
- les laminoirs pour produits plats, à chaud et à froid,
- les presses pour forges et lignes complètes de forge,
- les presses extrudeuses pour matériaux ferreux et non ferreux,
- les outillages de coupe,
- l'automatisation de tous sites de niveau 1-2-3 et 4.

## Composition du Groupe Danieli
- Danieli Engineering : projets d'usines « clé en mains », general contractor,
- Danieli Morgårdshammar : laminoirs pour produits longs,
- Danieli Corus : production de fonte et acier depuis le minerai de fer,
- Danieli Arex :  réduction directe du minerai de fer,
- Danieli Centro Met : production d'acier à partir de ferrailles, en coulée continue,
- Danieli Davy Distington : coulée continue,
- Danieli Wean United : laminoirs pour produits plats,
- Danieli Fröhling : finition et conditionnement des produits plats,
- Danieli Centro Tube : fabrication de tubes sans soudures,
- Danieli Automation : automatisation industrielle et contrôle du process,
- Danieli Centro Maskin : finition et conditionnement des produits longs,
- Danieli Rotelec : systèmes de réchauffement à induction et de brassage (ou stirring) électromagnétique,
- Danieli Breda : installations pour matériaux non ferreux,
- Danieli Centro Combustion : fours industriels et bruleurs,
- Danieli Environment : systèmes écologiques pour la préservation de l'environnement,
- Danieli Construction : réalisation d'usines « clé en main »,
- Danieli Service : assistance technique et maintenance.

## Données économiques
Chiffres exercice : 1er juillet 2006 / 30 juin 2007
- C.A. : 2.456,6 M€
- effectifs : 5 718 personnes dans le monde,
- Président et Administrateur Délégué : M. Gianpietro Benedetti,
- Principaux actionnaires : 
  - SIND International (fam. Danieli et Benedetti) : 65,18 %
  - Actions propres : 2,45 %

## Référence
1. 1 2  « https://www.danieli.com/en/investors/results.htm » (consulté le 30 juin 2023)